# Richard Rado
Richard Rado (Berlino, 28 aprile 1906 – Reading, 23 dicembre 1989) è stato un matematico tedesco di religione ebraica.
Egli ottenne due dottorati di ricerca: il primo nel 1933 dalla Università di Berlino e il secondo nel 1935 dalla Università di Cambridge. A lui si rivolse a Berlino Lord Cherwell per offrirgli una borsa di studio offerta dal chimico Sir Robert Mond che gli avrebbe fornito il supporto finanziario per studiare a Cambridge. Dopo aver ottenuto questo finanziamento Rado e sua moglie nel 1933 poterono lasciare la Germania per il Regno Unito in 1933. 
A Rado si devono importanti contributi alla combinatoria e alla teoria dei grafi. Ha scritto 18 articoli insieme a Paul Erdős .  Nel 1964 ha scoperto quello che ora è conosciuto come grafo di Rado.
Nel 1972 gli è stato assegnato il Senior Berwick Prize.